# Кульм (линейный корабль, 1813)
«Кульм» — парусный 74-пушечный линейный корабль Черноморского флота Российской империи.

## Описание корабля
Один из одиннадцати парусных линейных кораблей типа «Анапа», строившихся для Черноморского флота в Херсоне и Николаеве с 1806 по 1818 год. Длина корабля составляла 54,9 метра, ширина по сведениям из различных источников от 14,5 до 14,7 метра, а осадка от 6,5 до 6,6 метра. Артиллерийское вооружение корабля состояло из 74 орудий.
Был назван в честь сражения русской гвардии с наполеоновскими войсками под городом Кульм 17 и 18 августа 1813 года, которое стало переломным в ходе кампании 1813 года.

## История службы
Корабль «Кульм» был заложен в Николаеве и после спуска на воду вошёл в состав Черноморского Флота, в 1814 году перешёл в Севастополь. Корабль должен был быть построен в 1811 году по подряду на новом эллинге, который со всеми вспомогательными сооружениями должен был быть сооружен А. И. Перетцом, однако работа по сооружению «вольной верфи» и постройке корабля затянулась.
В составе эскадр находился в практических плаваниях в Чёрном море в 1816 и 1818 годах.
В 1826 году корабль «Кульм» переоборудован в блокшив.

## Командиры корабля
- С. А. Велизарий (1814—1818 годы).